# قطعنامه ۷۲۰ شورای امنیت
قطعنامه  ۷۲۰ شورای امنیت سازمان ملل متحد که در تاریخ ۲۱ نوامبر ۱۹۹۱ تصویب شد، سندی بین‌المللی دربارهٔ توصیه در مورد انتصاب دبیر کل سازمان ملل است. این قطعنامه طی نشست ۳۰۱۷ام با ۱۵ رای موافق، ۰ مخالف و ۰ ممتنع تصویب شد.